# Poimenesperus velutinus
Poimenesperus velutinus là một loài bọ cánh cứng trong họ Cerambycidae.